# Nhà hát Kwadrat

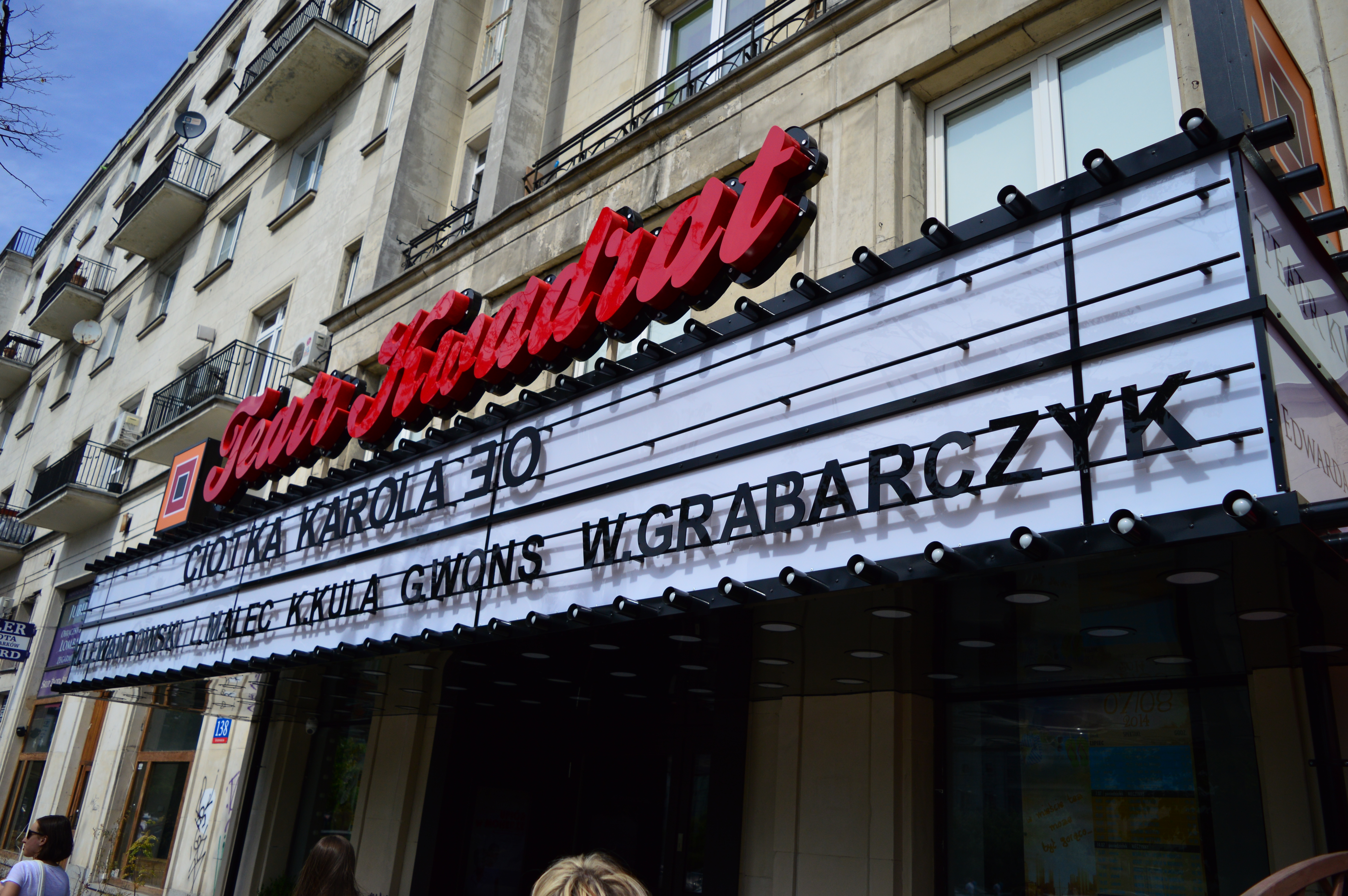
Nhà hát Kwadrat (2014)

Nhà hát Kwadrat (tiếng Ba Lan: Teatr Kwadrat im. Edwarda Dziewońskiego) là một trong những nhà hát nổi tiếng ở Warsaw, bắt đầu hoạt động từ năm 1974. Hiện nay, Nhà hát tọa lạc tại số 138 Phố Marszałkowskiej, Warsaw, Ba Lan. Vị trí giám đốc nhà hát do Andrzej Nejman đảm nhiệm (từ năm 2010).
Nhà hát có rất nhiều suất chiếu vào mỗi tháng (lên đến 40 suất chiếu) và liên tục bán hết vé trong thời gian hoạt động. Trong hơn 40 năm hoạt động, Nhà hát Kwadrat chủ yếu nổi tiếng với các vở diễn hài kịch được dàn dựng công phu dựa trên tác phẩm văn học của các tác giả Ba Lan. Ngoài ra, Nhà hát cũng có tiết mục dựa trên các tác phẩm nổi tiếng của Anh và Mỹ, nhưng được lựa chọn và dàn dựng cẩn thận để phù hợp với khán giả.
Bên cạnh kịch bản và nội dung hay, các vở diễn còn đặc biệt thành công nhờ vào tài năng của các nghệ sĩ Ba Lan nổi tiếng (đã và đang góp mặt tại Nhà hát Kwadrat) như: Jan Kobuszewski, Wojciech Pokora, Marta Żmuda Trzebiatowska, Paweł Domagała, Paweł Małaszyński, Agnieszka Sienkiewicz, Marian Opania, cùng nhiều diễn viên khác.

## Diễn viên sân khấu nổi tiếng
- Paweł Domagała
- Marta Żmuda Trzebiatowska
- Małgorzata Foremniak
- Wojciech Pokora
- Agnieszka Sienkiewicz
- Paweł Małaszyński
- Ewa Kasprzyk
- Piotr Gąsowski
- Maciej Kujawski
- Wincenty Grabarczyk
- Katarzyna Glinka
- Andrzej Nejman
- Lucyna Malec
- Ilona Chojnowska
- Andrzej Andrzejewski
- Paweł Wawrzecki
- Michał Lewandowski
- Aldona Jankowska
- Grzegorz Wons
- Marcin Piętowski
- Marek Siudym
- Ewa Ziętek
- Ewa Wencel
- Anna Karczmarczyk
- Andrzej Szopa
- Andrzej Grabarczyk
- Maciej Kujawski
- Jacek Łuczak
- Olga Kalicka |
- Marek Siudym
- Andrzej Szopa
- Paweł Wawrzecki
- Ewa Wencel
- Michał Lewandowski
- Kamil Kula
- Grzegorz Wons
- Ewa Ziętek
- Sebastian Cybulski